# عزیز (ترانه مدونا)
«عزیز» (انگلیسی: Cherish) ترانه‌ای از خواننده آمریکایی مدونا از چهارمین آلبوم استودیویی‌اش، مثل یک نیایش (۱۹۸۹) است. این ترانه توسط مدونا و پاتریک لنرد نوشته شده و در ۱ اوت ۱۹۸۹ به عنوان سومین تک‌آهنگ از آلبوم توسط سیر رکوردز و وارنر رکوردز منتشر شد. «عزیز» با محوریت مضامین عشق و روابط ساخته شد و رومئو و ژولیت اثر ویلیام شکسپیر یکی از اصلی‌ترین الهامات ترانه بود.
«عزیز» به رتبه ۳۷ در جدول فروش ۱۰۰ آهنگ داغ بیلبورد ایالات متحده آمریکا قرار گرفت و هفته بعد به رتبه ۲۷ رسید، پس از آن با رقابت با تک‌آهنگ «دلم برایت خیلی تنگ شده» از جنت جکسون روبرو شد و در رتبه دوم ۱۰۰ آهنگ داغ بیلبورد قرار گرفت و نتوانست به صدر جدول برسد.